# Jiří Sobotka
Jiří Sobotka także Georges Sobotka (ur. 6 czerwca 1911 w Pradze, zm. 20 maja 1994 w Intragnie), czeski piłkarz, napastnik i trener. Srebrny medalista MŚ 34. Długoletni zawodnik Slavii Praga.
Graczem Slavii był w latach 1931–1940. Wielokrotnie był mistrzem Czechosłowacji (1933, 1934, 1935, 1937). W czasie wojny był piłkarzem Hajduka Split, krótko Slavii (1942) i SK Baťa Zlín (do 1946). W tym roku wyjechał do Szwajcarii i został piłkarzem FC La Chaux-de-Fonds.
W reprezentacji Czechosłowacji zagrał 23 razy i strzelił 8 bramek. Debiutował 25 marca 1934 w meczu z Francją, ostatni raz zagrał w 1937. Podczas MŚ 34 wystąpił we wszystkich spotkaniach Czechosłowacji w turnieju.
Zawodniczą karierę zakończył w 1951, jednak był już wówczas grającym trenerem Chaux-de-Fonds. W tej roli pracował głównie w Szwajcarii (choć był także szkoleniowcem Feyenoordu), w 1964 był nawet selekcjonerem reprezentacji. Umarł w tym kraju.